# Juan de Salinas y Castro
Juan de Salinas y Castro (Sevilla, 24 de diciembre de 1559-ibídem, 5 de enero de 1643), poeta español del Siglo de Oro, tío del también poeta Juan de Jáuregui.

## Biografía
Hijo de Pedro Fernández de Salinas, natural de Navarrete y señor de Bobadilla, en la Rioja, y de Mariana de Castro, sevillana de tan antigua prosapia como su marido. Habiendo enviudado don Pedro, se llevó a sus hijos (además de Juan tuvo a Pedro, también sacerdote, y a Mariana) a Logroño, donde estudió su hijo Juan. Luego este marchó a ampliar estudios a la Universidad de Salamanca, donde se doctoró en ambos derechos, eclesiástico y civil; viajó a Roma, se ordenó sacerdote y consiguió una canonjía en Segovia de la que tomó posesión en 1587. Pero murió su padre y tras heredar sus muchas riquezas decidió instalarse en Sevilla para mejor administrarlas desde 1588; se permitió el lujo de rechazar una canonjía en la catedral de Sevilla, pero en 1601 le dieron el cargo de administrador del Hospital de San Cosme y San Damián de Sevilla y dedicó a él casi toda su atención y fortuna, entregándose a grandes renuncias ascéticas hacia el final de su vida y muriendo muy piadosamente y cargado de años el 5 de enero de 1645.

## Obras
Habiéndose iniciado como poeta todavía en la tradición del Renacimiento con ecos de clásicos e italianos, sintió tras su regreso a España el influjo del culteranismo sin dejarse avasallar servilmente por la imitación de Góngora. Rehuyó conscientemente los temas patrióticos y heroicos y se dedicó a la vida confortable y mundana componiendo agudos epigramas y poemas jocosos y reuniéndose con otros escritores con similares gustos, entre ellos su gran amigo el obispo Juan de la Sal, Francisco Pacheco, Diego Ortiz de Estúñiga y Rodrigo Caro, pero también con otros grandes personajes de las letras a los que conoció en persona, como fueron Alonso de Ercilla y Luis de Góngora. Puede adscribirse su estética al conceptismo, hasta tal punto que Baltasar Gracián citó no pocos de sus epigramas en su Agudeza y arte de ingenio. 
José Maldonado Dávila recogió y publicó sus obras entre 1647 y 1650, y luego se reimprimieron muchas en los volúmenes XXXII y XLII de la decimonónica Biblioteca de Autores Españoles. Sin embargo, la edición más completa, provista de un gran estudio biobibliográfico preliminar, es la publicada por la Sociedad de Bibliófilos Andaluces (Sevilla, 1869); la más moderna es la de Henry Bonneville, Poesías humanas (Madrid: Editorial Castalia, 1987).